# Anna Stafford
Anna Adelaide Stafford (* 20. August 1905 in Chicago; † 28. November 2004 in Bailey’s Crossroads, Virginia) war eine US-amerikanische Mathematikerin und Hochschullehrerin.

## Leben und Forschung
Stafford wurde als erstes von fünf Kindern geboren. Ihre Eltern starben 1919 und sie zog mit ihren Geschwistern in das Haus eines Verwandten zuerst in St. Louis, Missouri und später in Chicago. Sie besuchte öffentliche Schulen in Chicago und Marshfield (Wisconsin). 1922 absolvierte sie die Frank Louis Soldan High School in St. Louis und studierte mit einem Stipendium der American Association of University Women am Western College for Women in Oxford (Ohio). Sie erhielt 1926 mit einem Doppel-Hauptfach in Griechisch und Mathematik und dem Nebenfach Französisch den Bachelor-Abschluss. Sie wurde Lehrerin für Mathematik und Naturwissenschaften in New York, Pennsylvania und New Jersey, während sie Sommerkurse an der Universität von Chicago besuchte. 1931 erhielt sie einem Master-Abschluss an der University of  Chicago und promovierte 1933 bei Mayme Irwin Logsdon mit der Dissertation: Knotted Varieties. In Vorbereitung auf ihr Postdoktorat hatte sie sich an der Princeton-Universität beworben, um mit James Alexander und Oswald Veblen zusammenzuarbeiten, wurde jedoch abgelehnt, weil sie weiblich war. Sie schrieb dann direkt an Veblen, der neu an das Institute for Advanced Study (ebenfalls in Princeton, New Jersey, aber getrennt von der Universität) berufen worden war, und nachdem sie mit ihm in Chicago gesprochen hatte, wurde sie dort aufgenommen. Sie war mit Mabel Barnes eine von zwei Frauen in der ersten Gruppe von Postdoktoranden, die an dem Institut forschten und zu denen James Alexander, Albert Einstein, John von Neumann, Oswald Veblen, Hermann Weyl und ab 1934 als Gastprofessor Paul Dirac gehörten. Sie arbeitete von 1933 bis 1935 am Institut, wobei sie vormittags in der Schule in Princeton arbeitete und an den Nachmittagen an Seminaren im Institut teilnahm. 1935 nahm sie eine Stelle an der University of Nebraska als Dozentin für Mathematik an und reiste nach ihrem ersten Lehrjahr nach Europa. Hier nahm sie am Internationalen Mathematikerkongress in Oslo teil und besuchte England, Holland, Norwegen, Schweden, Dänemark, Deutschland, Schweiz und Frankreich. 1937 wechselte sie an die University of Utah, wo sie die nächsten neunzehn Jahre Mathematik unterrichtete. 1942 heiratete sie in Salt Lake City (als seine zweite Frau) den Verwaltungsrichter Douglas Emmanuel Henriques. Da sie und ihr Mann keine Kinder zusammen hatten, zogen sie Henriques Sohn auf und hatten zwei Navajo-Mädchen als Pflegekinder. 1956 wurde sie Dozentin am St. Michael College in Santa Fe (heute: Santa Fe University of Art and Design), New Mexico, und bald darauf auch an der University of New Mexico. 1962 wurde sie ordentliche Professorin am St. Michael College und gab ihre Stelle an der Universität von New Mexico auf. 1971 ging sie als emeritierte Professorin in den Ruhestand und wohnte in Falls Church, Virginia.

## Mitgliedschaften
- American Mathematical Society
- Mathematical Association of America (MAA)
- American Association of University Women (AAUW)
- Sigma Xi
- National Council of Teachers of Mathematics
- American Association for the Advancement of Science, Fellow (1943)
- ASL

## Veröffentlichungen (Auswahl)
- 1937: Adapting the curriculum to our era. Sch. Sci. Math. 37.
- 1948: The place of mathematics in general education. Proc. Utah Acad. Sci., Arts and Ltrs. 25:197.
- 1936: The group of a knot. Amer. Math. Monthly 43.